# Miomantis planivertex
Miomantis planivertex är en bönsyrseart som beskrevs av Sjöstedt 1909. Miomantis planivertex ingår i släktet Miomantis och familjen Mantidae. Inga underarter finns listade i Catalogue of Life.